# Palúdzka
Palúdzka (maďarsky Kispalugya) je městská část Liptovského Mikuláše. K 30. červenci 2009 zde žilo 3200 obyvatel.

## Poloha
Palúdzka leží v západní části města, přímo na břehu vodní nádrže Liptovská Mara. Ze severu a z východu ji obklopuje řeka Váh, která severozápadně od centra Palúdzka ústí do vodní nádrže. Přibližně středem městské části protéká ve směru jih - sever říčka Demänovka.

## Dějiny
První písemná zmínka pochází z roku 1282, kde byla zmiňovaná jako okrajová část dnes již zatopené vesnice Paludza. V roce 1283 byla spolu s obcí Bodice vyčleněna z jejího katastru a dostala se do držby Ondřeje, notáře zvolenského župana Demetra, předka zemanské rodiny Palúckovů - Palugyayovcov, kteří obec vlastnili až do roku 1848. Roku 1960 byla připojena k Liptovském Mikuláši.

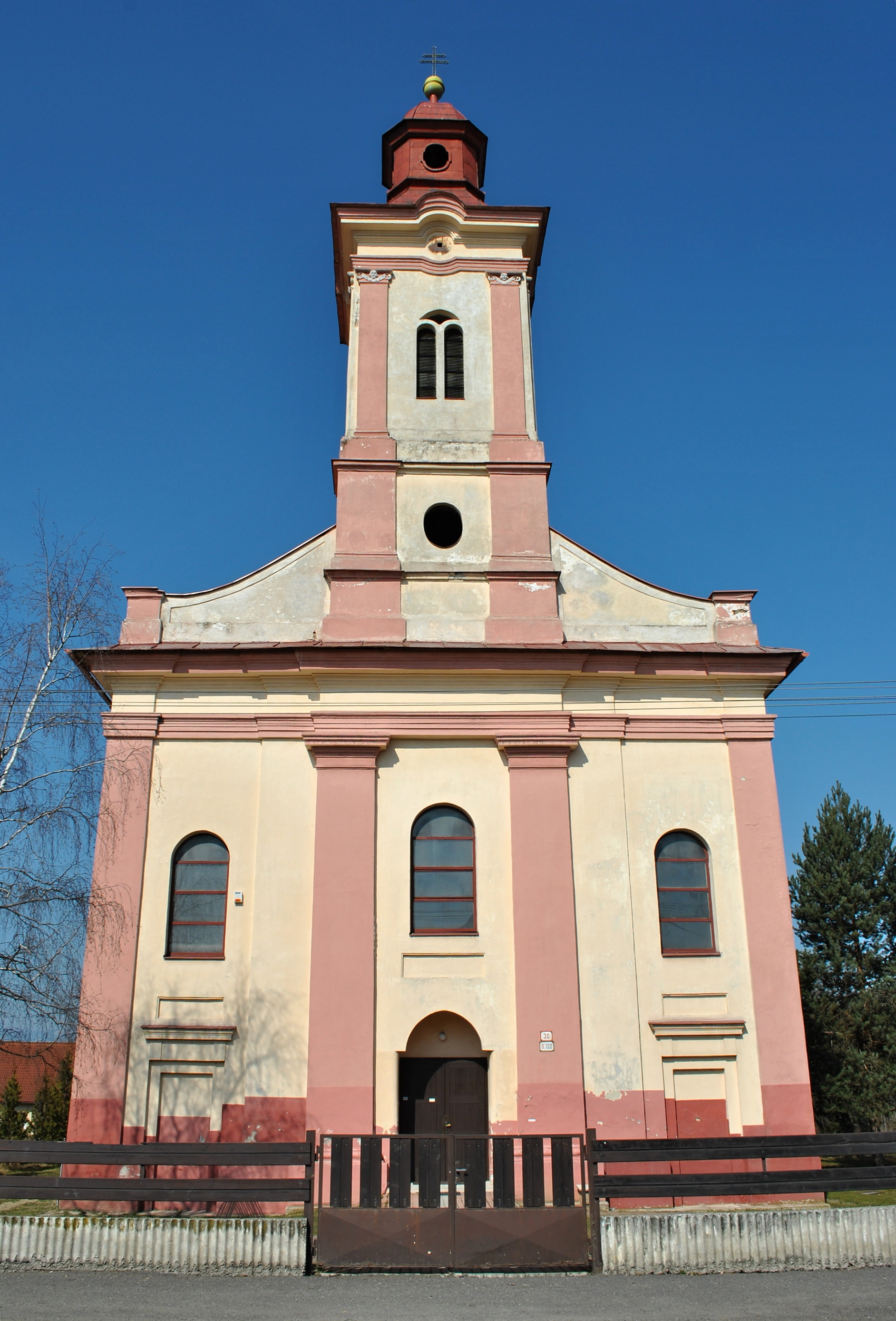
Katolický kostel Sv. Jana Evangelisty v Palúdzke

## Kulturní památky
Nacházejí se zde dva zámečky: renesanční zámeček Vranovo z roku 1622, postavený na starších základech renesanční kurie, a rokokově-klasicistický zámeček zvaný Čáp z 2. poloviny 18. století, vystavěného také na starších základech (bývalý hotel Čáp). Zámeček Vranovo dal podle tabule nad vchodem vybudovat František Palugyay s manželkou Zuzanou Davidovou, jejichž erby jsou na tabuli vytesané. Text na tabuli zní: "ADIVANTE. DNO. Hance DOMVM Fiera CVRAVIT FRANCISC9 PALVGIAI. COR. SVA. SVSANA. DAVID. DE. TVOCZ: PETFR. Temporal. FAELICIS. REGI: IMP. MA. Ferda: II ET. MO ... VM. BELLI COR Gábriš. BETHEN. PRIN TRAN." Na atice zámečku Čáp jsou také erby stavebníka a jeho manželky - Wolfganga Palugyaya a Johany Pletrichovej, nad nimiž je nápis "auxílio DEI BONI // ANO 1826". Pod erby jsou restaurovaná jména, čitelné je jen "Volfgang PALU ...".
V obci stojí dva chrámy: římskokatolický, vybudovaný v klasicistním slohu v roce 1856, a evangelický kostel, vybudovaný v letech 1940 - 1941. Při katolickém chrámu stojí klasicistní kaple sv. Jana Nepomuckého z roku 1856. Nad vchodem do kaple je opět nápisové tabule s erbem nitranského biskupa Imricha Palugyaya, podle níž byla vybudována v roce 1856 jako krypta. Na tabuli je vytesán text: "CAPELLA Haec // Honoré DIVI Joanna NEP. // DICATA. // IMPENSIS EXCELLENTISSIMI DOMINI // Emerica DE PALUGYA // PRAESULIS NITRIENSIS // SUPRA // VETEREM FAMILIAE souãet // Crypto // UT OSSA MAJORUM // SAGO TOGAQUE CLARORUM // Debitel CONTECTA // TUTELA QUIESCANT. // ANNO MDCCCLVI erecta."

## Doprava
Městská část je rozložena podél silnici I. třídy č. 18, která směřuje z města na jihozápad do Ružomberka. Na jihovýchodě obchází Palúdzka dálniční přivaděč (součást si ice II. třídy 584), z jihu dálnice D1. Ze západu ji obklopuje železniční trať č. 180. Palúdzka je spojena se zbytkem města dvěma silničními mosty, plánuje se výstavba silničního mostu do Liptovská Ondrašová. Jezdí sem několik linky místní MHD, konkrétně č. 2, 5, 8, 9, 11 (v minulosti i zrušena linka č. 7), kromě toho na zastávce Palúdzka, nemocnice zastavují i spoje příměstské autobusové dopravy.

## Občanská vybavenost
Začátkem 21. století zde nastala hromadná vilová (lokalita Pod Hořičky) a bytová výstavba (sídliště Palúdzka), která se neustále rozšiřuje. Naplánovaná je i výstavba rodinných domů v areálu zrušené fabriky Glejona.
V současnosti zde stojí areál mikulášské nemocnice, areál sdružené zemědělské školy, Obchodní akademie, základní škola, mateřská škola, kulturní dům, hotel Čáp a fotbalový stadion - FC 34 Palúdzka. Služby doplňuje vinárna, hospoda, pekárna, obchod, lékárna (v areálu nemocnice) a také obchodní dům Kaufland.
Na katastrálním území městské části se nachází také nově vybudovaný komplex v lokalitě Kamenné pole, který zahrnuje obchodní centrum Liptov s hypermarketem TESCO, obchodní centra JYSK, NAY Elektrodom, Koberce TREND, INTERSPORT a KIK. Stojí zde také restaurace McDonald ' s čerpací stanicí.

## Osobnosti
- Prof. ThDr. Július Filo, generální biskup Evangelické církve.
- Pavel Vilikovský - slovenský prozaik, překladatel a publicista.
- Peter Švorc - historik
- Egon Gál - filozof